# Naphrys xerophila
Naphrys xerophila is een spinnensoort in de taxonomische indeling van de springspinnen (Salticidae).
Het dier behoort tot het geslacht Naphrys. De wetenschappelijke naam van de soort werd voor het eerst geldig gepubliceerd in 1981 door Richman.